# Palatul Hofburg

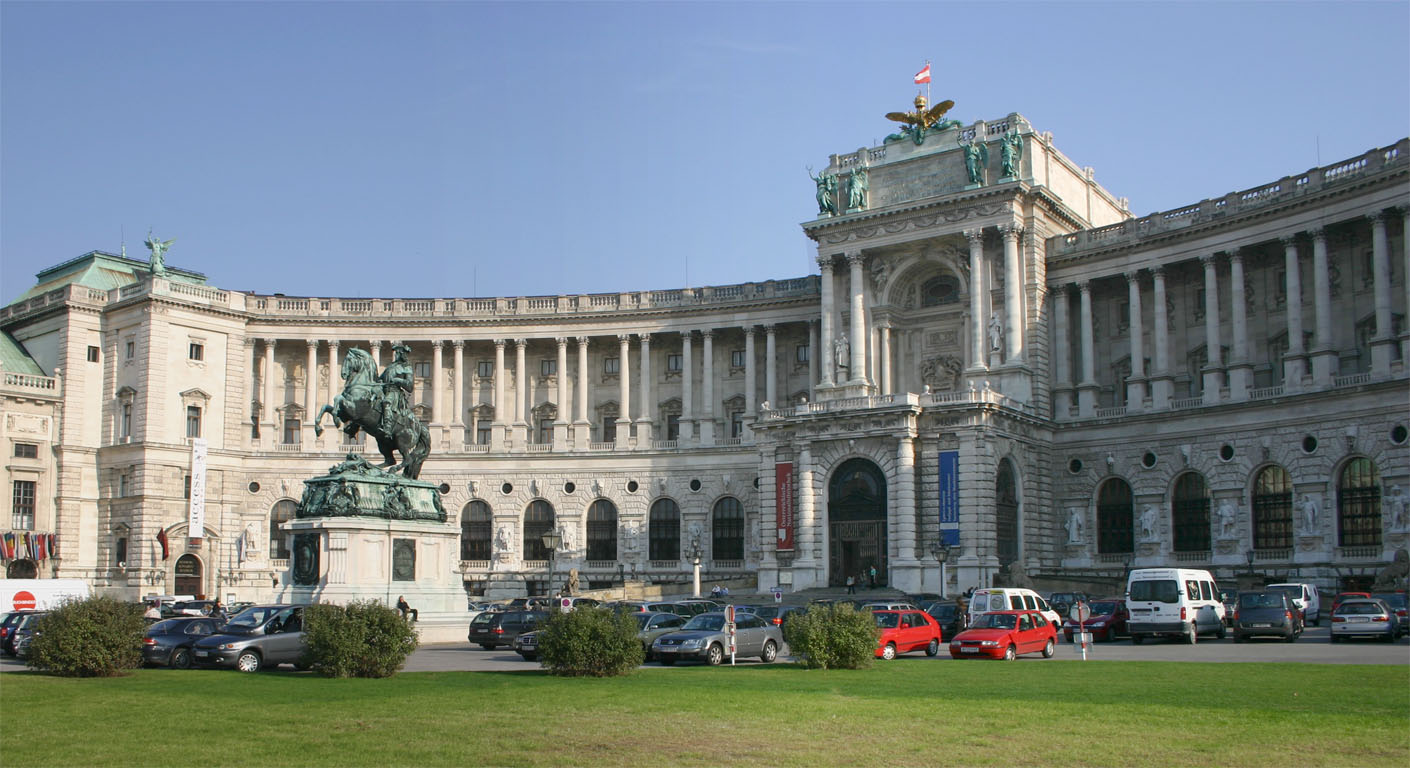
Aripa nouă (Neue Burg) văzută dinspre Heldenplatz. În prim plan statuia lui Eugen de Savoia.

Palatul Hofburg din Viena a fost reședința oficială între 1480 și 1580, respectiv 1620-1806, a suveranilor Sfântului Imperiu Roman, care au provenit, cu excepția lui Carol al VII-lea de Wittelsbach, din dinastia de Habsburg. Din 1804 și până în 1918 a fost reședința împăraților nou-creatului Imperiu Austriac, care au provenit fără excepție din Casa de Habsburg-Lorena.
În prezent este reședința Președinției Federale a Austriei.